# Gengszterzsaruk
A Gengszterzsaruk (eredeti cím: Den of Thieves; néhány országban Criminal Squad címen jelent meg) 2018-ban bemutatott amerikai bűnügyi akciófilm, amelyet Christian Gudegast írt és rendezett, akinek ez volt az első komolyabb filmes munkája. A főszereplők Gerard Butler, Pablo Schreiber, O’Shea Jackson Jr. és Curtis "50 Cent" Jackson.
A film egy nagyszabású bankrablást tervező bűnbandáról és az őket megállítani szándékozó különleges rendőri alakulatról szól. A Gengszterzsaruk 2018. január 19-én került a mozikba az Egyesült Államokban, Magyarországon egy nappal korábban, január 18-án volt a bemutatója. 30 millió dolláros gyártási költségéhez képest 80 millió dollár bevételt termelt, kritikai fogadtatása vegyes volt. A film folytatása készülőben van.

## Cselekmény
Los Angelesben a hajnali órákban egy fegyveres csoport elrabol egy pénzszállító autót, amely egy kaszinó bevételét szállította volna át a bankba. Az egyszerűnek tűnő rablás egy rossz mozdulat következtében heves tűzpárbajba torkollik a rendőrséggel, amelyben több pénzszállító alkalmazott, egy rendőr és egy bankrabló is életét veszti.
Az ügy felgöngyölítésével a meglehetősen züllött életmódot folytató Nick O'Brien seriffet (Gerard Butler) bízzák meg, aki éppen válófélben van a feleségétől. Ő és további négy főből álló csapata a címszereplő "gengszterzsaruk", akik hírhedtek különc módszereikről és stílusukról: nem rettennek vissza az elfogott gyanúsított bántalmazásától, kínzásától vagy akár megölésétől sem. Kiderül, hogy az elrabolt pénzszállítóban egy cent sem volt, hanem az üres autónak veszett nyoma. O'Brienék rájönnek, hogy a rablás mögött minden bizonnyal Ray Merrimen (Pablo Schreiber) frissen szabadult fegyenc (korábbi elitkatona) és bandája áll, akik korábban több nagyszabású és igen komoly nehézségű bankrablást is sikerrel hajtottak végre. A rendőrök azt gyanítják, egy helyi csaposként dolgozó piti bűnöző, Donnie (O’Shea Jackson Jr.) is érintett, ezért O'Brien elrabolja őt a bárból, ahol dolgozik, és nem túl gyengéd módszerekkel kiszedik belőle a szükséges információkat. Kiderül, hogy ő volt a sofőr, és hogy Merrimenék újabb nagyszabású bankrablást terveznek a városban. Ezután elengedik Donnie-t, hogy kettős ügynökként jelentsen nekik a fejleményekről. Merrimen azonban rájön, hogy Donnie találkozott a rendőrökkel, de életben hagyja őt, és folytatják a rablás előkészületeit. Eközben O'Brien találkozik Merrimen barátnőjével egy sztriptízbárban, akivel együtt tölti az éjszakát, így kiszedi belőle a közelgő bankrablás helyszínét.
A rablás napján a csapat a megadott kis külvárosi bankhoz megy, ahol szemtanúja lesz, ahogyan Merrimen és csatlósai túszul ejtenek több tucat embert a bankban, és pénzt, valamint egy helikoptert követelnek. Hogy nyomatékot adjanak szavaiknak, látszólag végeznek egy tússzal (később kiderül, hogy életben hagyták). Mielőtt azonban a kívánt pénz és helikopter a helyszínre érne, a rablók kirobbantják a széfet és eltűnnek egy alagútban a bank alatt. O'Brien követi a nyomukat a föld alatt, és rájön, hogy a bankrablás megrendezett volt, a pénzre ahhoz volt szükségük, hogy pénzszállítónak álcázva bejussanak a Központi Jegybankba, az ország legszigorúbban őrzött bankjába, amit még senki nem tudott kirabolni korábban. A bank óránként 30 millió dollár készpénzt selejtez le és semmisít meg, Merrimenék egy ilyen köteget akarnak megszerezni a ledarálás előtt, hogy "tisztán" szert tegyenek 30 millió dollárra.
Miután Merrimen és Levi (Curtis "50 Cent" Jackson) bejutnak, az általuk szállított pénzes rekesz (amelyben a korábbi bankból ellopott készpénz van) bekerül a számolóba. Ekkor Merrimen emberei lekapcsolják az áramot (áramszünet több esetben előfordult már korábban a bankban, így a személyzet szinte rutinszerűen elhagyja a helyiséget), valamint EMP segítségével a tartalék kamerákat is hatástalanítják, ekkor pedig Donnie, aki eddig a pénzes rekeszben lapult, előbújik, bezsákolja a selejtezésre váró pénzt, majd ledobja a zsákokat a szemétledobón, ahol a kukásautó felveszi azokat.
Merrimenék kijutnak az épületből anélkül, hogy lelepleződnének, Donnie egy másik útvonalon, a főbejárat felé hagyja el a bankot, így O'Brien és csapata elkapják, és kiszedik belőle hová mennek a rablók, majd megbilincselik a kocsiban. Eközben Merrimen, Levi valamint a harmadik emberük, Bosco elrabolják a szemetesautót, és a szeméttelepre viszik, ahol átrakodják a pénzt tartalmazó zsákokat a saját autójukba, majd elindulnak vele. O'Brienék azonban a nyomukra akadnak, és követik őket amíg be nem ragadnak egy közlekedési dugóba. Mind a gengszterek, mind a rendőrök kiszállnak az autóból, és hatalmas tűzpárbaj veszi kezdetét a nyílt utcán. Az egyik rendőr meghal, a többiek pedig egyre inkább szorongatják Merrimenéket, akiknek a pénzt is hátra kell hagyniuk. Boscót lelövi O'Brien, miközben az ő csapatából is megsebesül további két ember, Levivel pedig O'Brien talpon maradt kollégája, Gus végez, így már csak Merrimen van szökésben, aki a közeli raktárak mögé menekül. O'Brien megsebesíti a menekülőt, aki egyre kétségbeesettebben próbál egérutat nyerni, míg végül további lövéseket kap, így egy autó mögé roskad. O'Brien sarokba szorítja, Merrimen pedig mindent egy lapra feltéve előbújik az autó mögül és megpróbálja lelőni a seriffet, aki azonban számos lövéssel végez vele.
O'Brien visszatérve az autójukhoz meglepődve tapasztalja, hogy a megbilincselt Donnie eltűnt. Kiderül, hogy Donnie volt az igazi lángész, mert nem csak a rendőröket, de Merrimen bandáját is átverte: a mestertolvaj csapatába beférkőzve a saját javára fordította a rablást, és a saját beépített emberei segítségével kicserélte a szemetesautókat útközben, így Merrimenék a már bezúzott bankjegyek maradványait vitték volna magukkal zsákmányként, míg ők a valódi pénzzel távozhattak volna. Donnie ezután Londonba megy, ahol ismét csaposként dolgozik, és csapatával már egy új rablást tervezgetnek.

## Szereplők
| Szereplő | Színész                  | Magyar hang         |
| --- | ------------------------ | ------------------- |
| Nicholas "Big Nick" O'Brien seriff | Gerard Butler            | Sarádi Zsolt        |
| Ray Merrimen | Pablo Schreiber          | Varga Rókus         |
| Donnie Wilson | O’Shea Jackson Jr.       | Horváth Illés       |
| "Levi" Enson Levoux | Curtis "50 Cent" Jackson | Barabás Kiss Zoltán |
| Debbie | Dawn Olivieri            | F. Nagy Erika       |
| Lobbin "Bob" Golightly | Jordan Bridges           | Seder Gábor         |
| Bo "Bosco" Ostroman | Evan Jones               | Hannus Zoltán       |
| Gus Henderson | Mo McRae                 | Suhajda Dániel      |
| Mack | Cooper Andrews           | Szűcs Péter Pál     |
| Malia | Sonya Balmores           | ?                   |
| Ziggy Zerhusen | Eric Braeden             | ?                   |
| Murph Connors | Brian Van Holt           | Schneider Zoltán    |
| Benny "Borracho" Megalon | Maurice Compte           | Király Attila       |
| Tony "Z" Zapata | Kaiwi Lyman              | Bozsó Péter         |
| Biztonsági őr a bankban | Michael Papajohn         | ?                   |
| További magyar hangok: Azurák Zsófia, Barát Attila, Fellegi Lénárd, Gubányi György István, Makay Andrea, Molnár Kristóf, Penke Bence, Petridisz Hrisztosz, Renácz Zoltán, Virághalmy Judit. |                          |                     |

## Forgatás
Ez volt az író és rendező Christian Gudegast első nagyszabású filmes munkája. A film szerződését Gudegast és a New Line Cinema között már 2003-ban megkötötték, így a teljes projekt 14 éven át tartott, végül az STX Films égisze alatt jelent meg. A forgatásnál Jay Dobins korábbi különleges ügynök is segédkezett konzultánsként, valamint szerepet is kapott a filmben, ő játszotta Wolfgang karakterét.
A filmet 2017 januárjában kezdték el forgatni, a legtöbb jelenetet az Georgia-beli Atlantában vették fel, a légi felvételeket pedig Los Angelesben és környékén.

## Fogadtatás
A film világszerte 80 millió amerikai dollár bevételt termelt 30 millió dolláros költségével szemben. A fogadtatása vegyesnek mondható, a Rotten Tomatoes weboldalon 41%-os értékelést kapott 107 vélemény alapján, a Metacritic oldal 49%-ra értékelte 24 kritika alapján, a CinemaScore közönsége pedig egy A+-tól F-ig terjedő skálán B+ értékelést adott a filmnek.